# 罗宋汤
羅宋湯（烏克蘭語：борщ，羅馬化：borshch，發音：[bɔrʃt͡ʃ] ⓘ，羅馬化：borshch，羅馬化：borshch），是發源於東斯拉夫民族（包括烏克蘭、俄羅斯、白俄羅斯）的濃菜湯，也稱為紅菜湯或甜菜湯，盛行於東歐及中歐一帶。正宗羅宋湯以甜菜为主料，再加入馬鈴薯、胡萝卜、菠菜和牛肉塊、鮮奶油等配料熬煮，因此呈紫红色。東歐及中歐斯拉夫文化圈以外的地區（尤其遠東），由於甜菜产量稀少，進口替代成本高昂，導致本地人多以番茄或番茄醬代替甜菜，此種變體呈番茄的橙红色。2022年7月1日，聯合國教科文組織因俄烏戰爭對文化傳承構成嚴重威脅，將乌克兰罗宋汤烹饪文化列入瀕危非物質文化遺產。

## 称谓
罗宋湯在中文的稱謂源於英語，其中由英語譯為吳語上海話「罗宋」/lùsóŋ/（詳見吳語音譯詞）。假若由蒙古語譯成北京官話，則譯「俄罗斯」（詳見俄罗斯#譯名由來）。
罗宋汤在中國東北部份地区也称「苏伯汤」，其中蘇伯是俄語音譯，意为汤。
在劉以鬯1960年代的連載小說《香港居》中，以「鮑許」（Borsch）指香港50年代只能在俄國餐廳吃到的羅宋湯。

## 做法

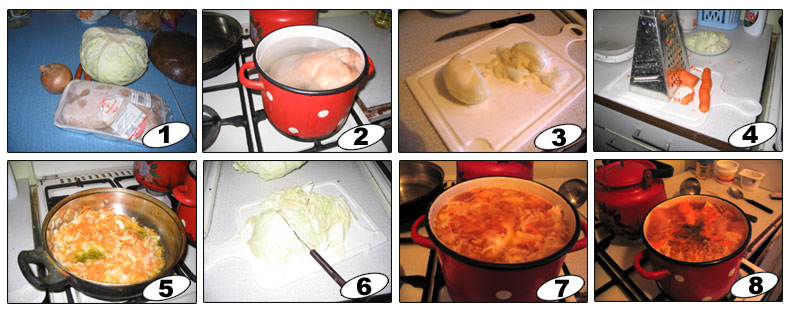
罗宋汤的製作過程

最简单的罗宋汤只有甜菜、鹽、糖、胡椒粉和一点檸檬汁。别的经常加进的蔬菜包括捲心菜、番茄、马铃薯、芹菜和洋葱。成分由各地不同。波兰人经常加捲心菜和马铃薯，乌克兰人常加番茄。偶尔也有加牛腩或用清牛肉汤作的。欧美人经常加一点酸奶油。

## 演化

### 上海

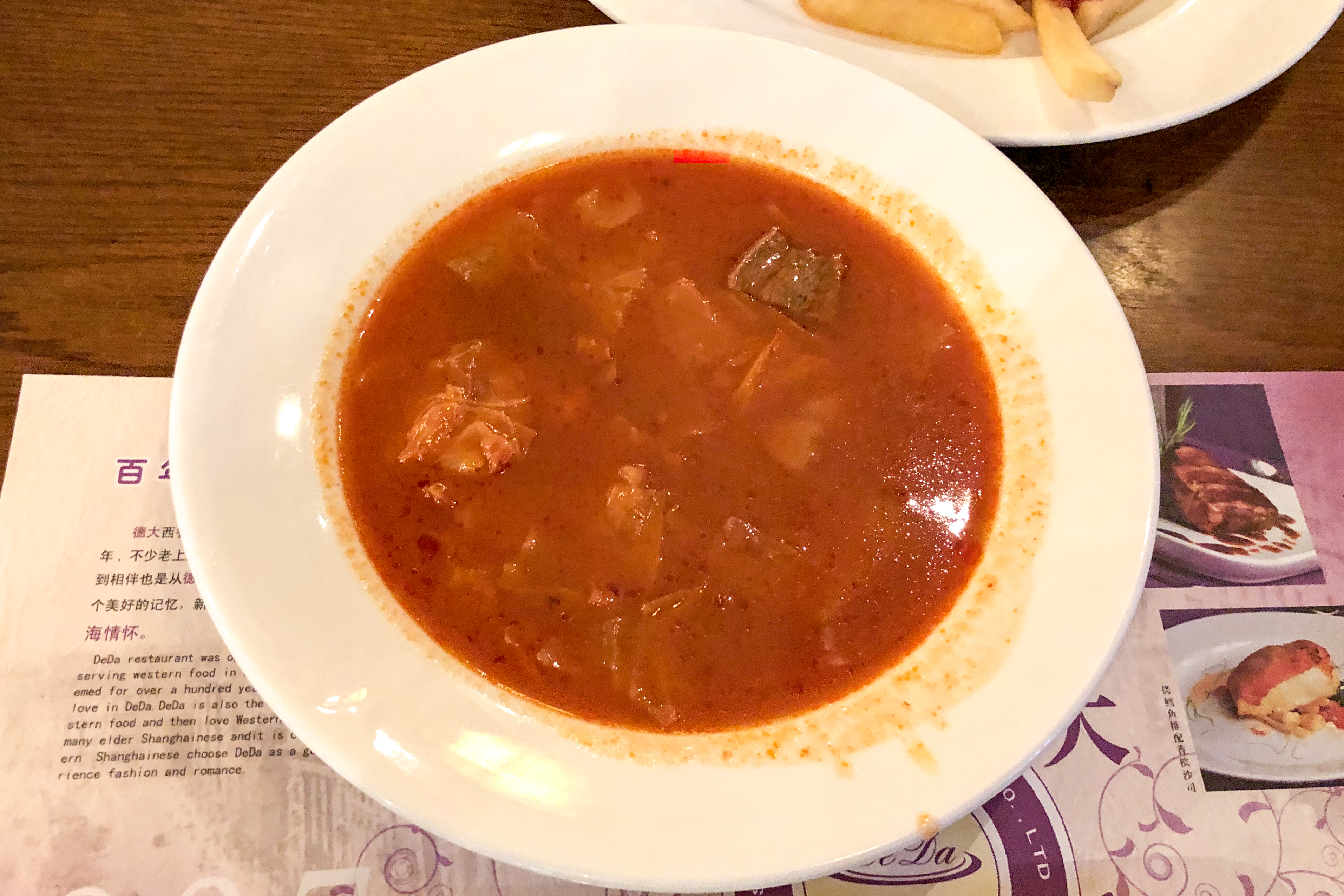
德大西菜社的上海罗宋汤

罗宋汤在20世纪初随着白俄难民流入上海租界开始传入了上海。因为甜菜并不适合在上海的气候条件下种植，且上海人并不习惯于罗宋汤酸酸的味道，故而上海人用捲心菜替代甜菜，用番茄酱调制汤色并且增加甜味。上海罗宋汤的一般做法是先将番茄酱用油炒製，以去掉酸味，再加入白砂糖，从而达到酸中带甜的效果。有些做法还会以牛肉汤为汤底，并加入红肠、洋山芋等材料。在上海，罗宋汤尤以德大西菜社与天鹅阁等的著名。当然随着罗宋汤之后日益家常化，罗宋汤的做法在上海民间也就随着家庭的口味千变万化了起来。

### 香港

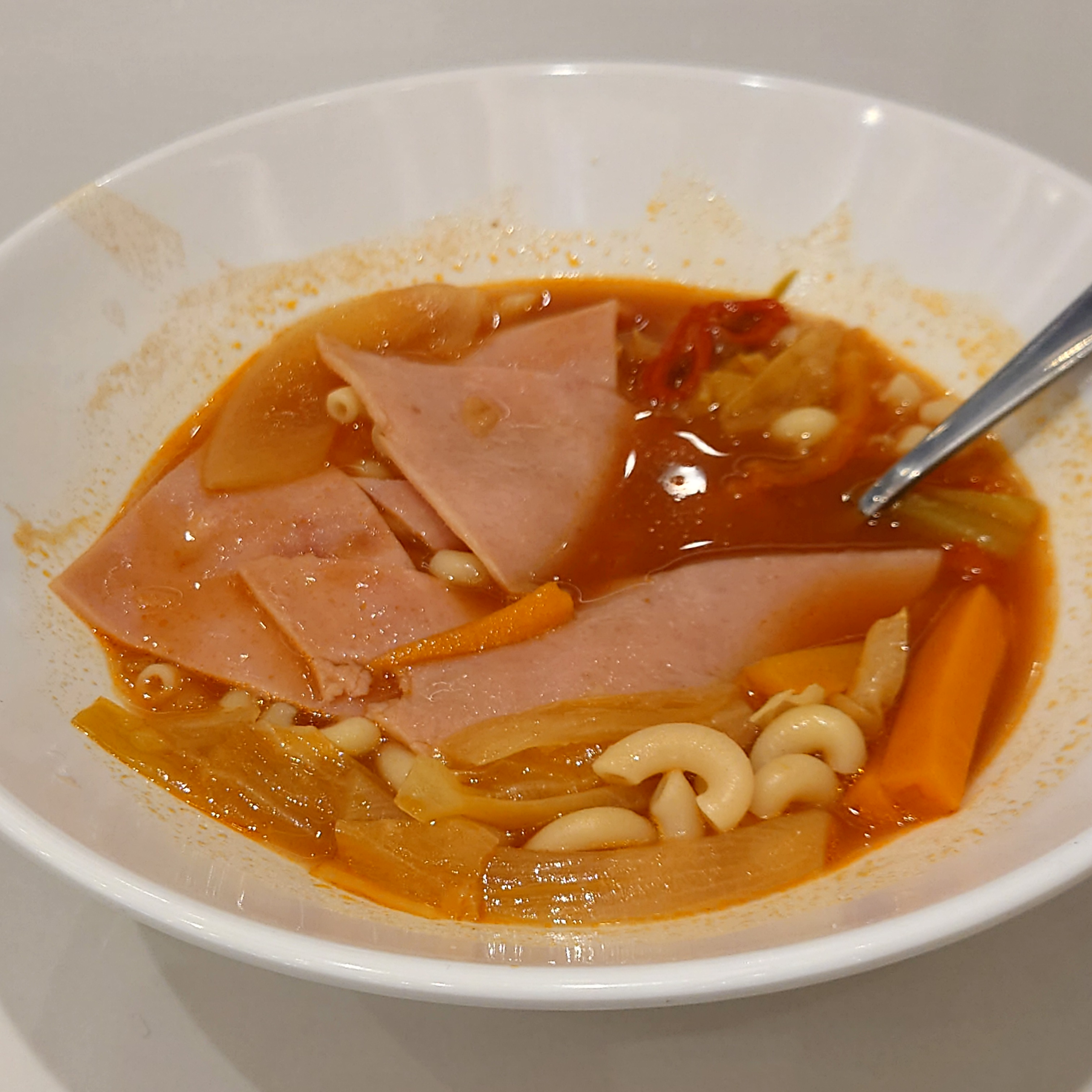
部分茶餐廳在羅宋湯加入通心粉而成為一道較有飽足感的餐點

流落到世界各地的白俄難民有部分輾轉來到香港，當中有難民於二次戰前已在香港開設俄國菜餐廳，把家鄉菜帶到香港，其中一道菜式便是羅宋湯。1940年代开始，随着上海人往香港的移民潮，上海做法的罗宋汤也被传入香港。不論採取哪種做法，湯水顏色是紅色的罗宋汤在香港都常被称为「红汤」，屬於西式湯水（西湯）的其中一種，又与「白汤」（忌廉汤/忌廉蘑菇湯）一起成为港式豉油西餐中重要的前菜之一，並產生流行於茶餐廳的港式羅宋湯。以前售賣羅宋湯其中較知名的代表包括皇后飯店，其創始人于永富年輕時於上海跟俄國廚師學藝，1940年代來港，並在1952年於北角開辦第一間分店。

### 書籍
- Schultze, Sydney. . Greenwood Publishing Group. 2000  [2022-07-02]. ISBN 978-0-313-31101-7. （原始内容存档于2021-01-22）.
- Marks, Gil. . Hoboken: John Wiley & Sons. 2010  [2022-07-02]. ISBN 978-0-470-39130-3. （原始内容存档于2021-01-24）.